# Sparkassen Cup 2000
Lo Sparkassen Cup 2000 è stato un torneo femminile di tennis giocato sul sintetico indoor. È stata la 10ª edizione del torneo, che fa parte della categoria Tier II nell'ambito del WTA Tour 2000. Si è giocato a Lipsia in Germania, dal 30 ottobre al 5 novembre 2000.

## Campionesse

### Singolare
Kim Clijsters ha battuto in finale  Elena Lichovceva con il punteggio di 7–6(8), 4–6, 6–4.

### Doppio
Anne-Gaëlle Sidot /  Arantxa Sánchez-Vicario hanno battuto in finale  Kim Clijsters /  Laurence Courtois con il punteggio di 6(6)–7, 7–5, 6–3,